# Absorption
 Denne artikel bør gennemlæses af en person med fagkendskab for at sikre den faglige korrekthed.

Absorption, dæmpning er optagelse af transport gennem materialer.
Ved at måle lyset fra fjerne stjerner kan astronomer finde ud af hvilke grundstoffer disse indeholder. På grund af absorption, vil visse bølgelængder af lyset dæmpes, og det ses som sorte streger i et spektret.
De sorte streger kaldes absorptionslinjer og vil på spektret være skrå. Dette skyldes rødforskydningen. Ser vi fx på lys udsendt fra en planet (som jo er solens lys der rammer planeten og reflekteres) vil absorptionslinjerne være skrå da planeten roterer. Idet solens lys rammer planeten rødforskydes det (en form for afbøjning) og idet lyset dernæst reflekteres rødforskydes det igen, vi observerer altså en dobbelt rødforskydning. Dette kan bruges til at udregne rotationshastigheden.
Begrebet anvendes også i rumakustik. Et materiale kan absorbere energi overbragt med lyd - hvor absorptionen består i omdannelse af lydenergien til varme. De tre absorbent-hovedtyper er membranabsorbent, porøsitetsabsorbent og resonansabsorbent. Byggematerialernes virkning vil ofte være en kombination af disse.

## Absorption af vand
Pulvere og geler benyttes til opsugning af vand og andre væsker. Stoffernes nanostruktur gør processerne mulige. Den kunstige polymer natrium polyakrylat bruges som superabsorberende stof i babybleer osv.

## Absorbering af farlige væsker
Der er visse lovgivnings og miljøstandarder såsom ISO14001 der kræver ansvarlig håndtering af farlige væsker. Når man er på udkig efter absobenter er det derfor en vigtig indikator at gå efter. Der findes mange innovative leverandører af absorbenter, der gør det meget nemmere at håndtere spild af farlige medier.

## Eksterne links og henvisninger
1. ↑  Icky Solution to Diaper Waste: Grow Mushrooms on Them. Livescience
2. ↑  Forskellige lovgivningsmæssige krav og standarder denios.dk

| Naturvidenskab | Spire Denne naturvidenskabsartikel er en spire som bør udbygges. Du er velkommen til at hjælpe Wikipedia ved at udvide den. |